# An die Freude

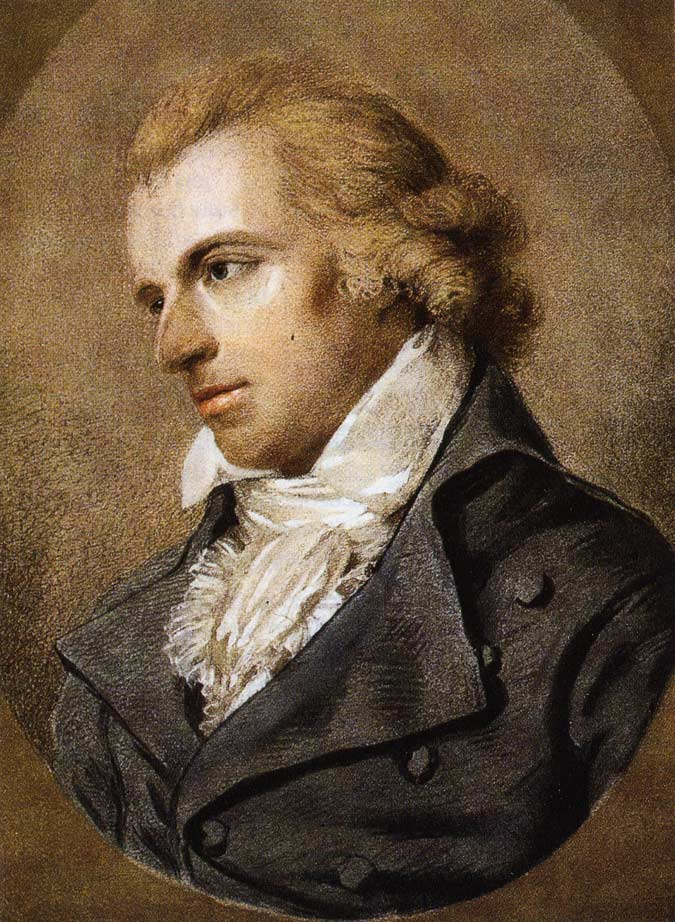
Friedrich Schiller av Ludovike Simanowiz, 1794.

Ode „An die Freude“ (svenska: Ode till glädjen eller Hymn till glädjen) från 1785 är en av Friedrich Schillers mest berömda dikter. Det är också titeln på en bearbetning som Ludwig van Beethoven använde i fjärde satsen i sin nionde symfoni komponerad 1824.
Med stort patos, beskrivs i odet det klassiska ideal som innebär ett samhälle med jämlika människor som känner en samhörighet baserad på glädje och vänskap.
Dikten inleds med orden
Freude, schöner Götterfunken,

Tochter aus Elisium,

Wir betreten feuertrunken,

Himmlische, dein Heiligtum. 

## Tonsättningar
An die Freude ligger till grund för den sista satsen Beethovens nionde symfoni. Beethoven använde hela den första och tredje strofen, och vissa delar av den andra och fjärde. Trots att Schillers dikt följde Beethoven genom hela livet visste han inte från början om han skulle avsluta symfonin med en körsats eller en instrumentalsats. Beslutet om en körsats fattade han inte förrän i slutet av 1823.
Franz Schubert tonsatte odet redan 1815 – alltså före Beethovens symfoni – som en sång för soloröst och piano. I Deutschförteckningen har verket nr 189.
Före dessa två verk hade Carl Friedrich Zelter, som är mest känd för sina tonsättningar av Goethe-texter, redan 1792 komponerat ett verk för blandad kör och ackompanjemang (i D-dur) med Schillers text. Denna bearbetade han också i flera versioner, bland annat för trio och för fyrstämmig manskör.
Beethovens melodi till Schillers text kom 1972 att antas av Europeiska unionen som den officiella Europahymnen.